# Alois Kunz
Alois Kunz (14. srpna 1877 Cukmantl – 11. července 1950) byl československý politik německé národnosti a meziválečný poslanec Národního shromáždění za Německou křesťansko sociální stranou lidovou.

## Biografie
Podle údajů k roku 1929 byl profesí obchodníkem s kůžemi a bývalým starostou Cukmantlu. Starostou tohoto města byl v letech 1919–1927.
V parlamentních volbách v roce 1925 získal za Německou křesťansko sociální stranou lidovou poslanecké křeslo v Národním shromáždění. Mandát obhájil v parlamentních volbách v roce 1929.